# Pleurothallis longipedicellata
Pleurothallis longipedicellata är en orkidéart som beskrevs av Oakes Ames och Charles Schweinfurth. Pleurothallis longipedicellata ingår i släktet Pleurothallis och familjen orkidéer. Inga underarter finns listade i Catalogue of Life.